# Upper St. Clair
Upper St. Clair es un lugar designado por el censo ubicado en el condado de Allegheny en el estado estadounidense de Pensilvania. En el Censo de 2010 tenía una población de 19229 habitantes y una densidad poblacional de 755,58 personas por km².

## Geografía
Upper St. Clair se encuentra ubicado en las coordenadas 40°20′1″N 80°4′53″O / 40.33361, -80.08139. Según la Oficina del Censo de los Estados Unidos, Upper St. Clair tiene una superficie total de 25.45 km², de la cual 25.43 km² corresponden a tierra firme y (0.08%) 0.02 km² es agua.

## Demografía
Según el censo de 2010, había 19229 personas residiendo en Upper St. Clair. La densidad de población era de 755,58 hab./km². De los 19229 habitantes, Upper St. Clair estaba compuesto por el 92.14% blancos, el 0.79% eran afroamericanos, el 0.04% eran amerindios, el 5.7% eran asiáticos, el 0.01% eran isleños del Pacífico, el 0.28% eran de otras razas y el 1.05% pertenecían a dos o más razas. Del total de la población el 1.32% eran hispanos o latinos de cualquier raza.